# Barbara Sher
Pour l’article homonyme, voir Sher.
 (janvier 2018).
Barbara L. Sher, née le 14 août 1935 à Détroit dans le Michigan et morte le 10 mai 2020 à Pomona au New Jersey, est une conférencière et essayiste américaine. Elle est l'auteure de livres sur le développement personnel.

## Biographie

### Carrière
Barbara Sher a participé à des émissions télévisées américaines telles que Oprah, Today, 60 Minutes, CNN, et Good Morning America. Barbara Sher est conférencière.
Elle publie des livres sur le développement personnel, notamment Refuse to Choose, dans lequel elle propose un programme conçu pour ce qu'elle appelle les scanneurs, qui sont, selon elle, des gens ayant beaucoup de centres d'intérêt mais qui ont des difficultés à choisir une orientation professionnelle.
Barbara Sher propose des stages pour les scanneurs et elle a créé un programme d'une durée d'un an pour les écrivains et les conférenciers intitulé How To Write Your Own Success Story (Comment écrire votre propre histoire à succès). Elle a créé des sites internet pour promouvoir ses produits. Elle vit une partie de l'année en Turquie, où elle enseigne l'e-commerce à des villageois tisserands. En octobre 2015, elle a donné une présentation lors du TEDx Prague intitulée C'est l'isolement qui anéantit vos rêves, pas votre attitude.

## Publications
- (en-US) Wishcraft: How To Get What You Really Want, 1978 Viking Press, 1984 Ballantine,  (ISBN 978-0-670-77608-5).
- (en-US) Teamworks: Building Support Groups That Guarantee Success!, Warner Books, 1989,  (ISBN 978-0-446-51461-3).
- (en-US) I Could Do Anything If I Only Knew What It Was, 1994 Dell, Delacorte, trad. Agathe Fournier de Launay.
- (en-US) Live the Life You Love In 10 Easy Step By Step Lessons, 1996, Dell Delacorte (prix Best Motivational Book in first session of Books For A Better Life Commission, 1996.
- (en-US) It's Only Too Late If You Don't Start Now: How to Create Your Second Life at Any Age, 1999, Dell Delacorte  (ISBN 978-0-385-31505-0)
- (en-US) Barbara Sher's Idea Book: How to Do What You Love Without Starving to Death, 2004, Genius Press Unlimited,  (ISBN 978-0-9728952-0-0)
- (en-US) Refuse to Choose!: A Revolutionary Program for Doing Everything That You Love, 2006 Rodale.